# Zelandotipula triatra
Zelandotipula triatra är en tvåvingeart som först beskrevs av Alexander 1962.  Zelandotipula triatra ingår i släktet Zelandotipula och familjen storharkrankar.
Artens utbredningsområde är Bolivia. Inga underarter finns listade i Catalogue of Life.